# Jacopo Avanzi
Pour les articles homonymes, voir Avanzi.
Jacopo Avanzi ou parfois Jacopo d'Avanzi  (Bologne, ? – 21 janvier 1416) est un peintre italien de la pré-Renaissance, actif à la fin du XIVe et au début du XVe siècle.

## Biographie
Jacopo Avanzi est supposé avoir commencé son apprentissage auprès de Vitale da Bologna. 
Il a travaillé avec Galasso Galassi de Ferrare et Cristofano da Bologna dans l'église de la Madonna di Mezzaratta.
Il a été souvent confondu, pour l'attribution de ses œuvres, avec Jacopo de' Bavosi et aussi avec Avanzo da Vicenza, qui a  été actif à Vicence, Vérone et Padoue.

## Œuvres
À part l'unique œuvre signée de sa main, la Crocifissione de la Galleria Colonna à Rome, lui sont attribuées, d'après de récentes recherches :
- Le storie di San Giacomo (1376-1377), fresques du tympan de la chapelle San Felice de la basilique Saint-Antoine à Padoue, complétée ensuite par Altichiero da Zevio ;
- Le Storie di Mosè, fresques de l'église S. Apollonia di Mezzaratta, conservée aujourd'hui à la Pinacothèque nationale de Bologne.